# Harrisville (Pensilvania)
Harrisville es un borough ubicado en el condado de Butler en el estado estadounidense de Pensilvania. En el año 2000 tenía una población de 883 habitantes y una densidad poblacional de 416 personas por km².

## Geografía
Harrisville se encuentra ubicado en las coordenadas 42°8′6″N 80°0′35″O / 42.13500, -80.00972.

## Demografía
Según la Oficina del Censo en 2000 los ingresos medios por hogar en la localidad eran de $31,964 y los ingresos medios por familia eran $35,455. Los hombres tenían unos ingresos medios de $29,167 frente a los $17,500 para las mujeres. La renta per cápita para la localidad era de $12,683. Alrededor del 13.4% de la población estaba por debajo del umbral de pobreza.